# April 1996
Dit artikel geeft een chronologisch overzicht van alle belangrijke gebeurtenissen per dag in de maand april van het jaar 1996.

## Gebeurtenissen

### 8 april
- David Busst, een Engelse voetballer die als verdediger speelt bij Coventry City, loopt in een Premier League-wedstrijd tegen de leiders Manchester United op Old Trafford de blessure op die over het algemeen wordt beschouwd als de meest gruwelijke in de voetbalgeschiedenis.

### 10 april
- In de VS gebruikt president Bill Clinton zijn veto tegen een wet die een abortus in de 2e helft van de zwangerschap verbood.

### 16 april
- Bomaanslag op hoofdkantoor van BASF in Arnhem.

### 18 april
- 102 Libanezen komen om als Israël een VN-opslagplaats in Kana beschiet.

### 20 april
- Nederland eindigt als zevende en voorlaatste bij het wereldkampioenschap ijshockey voor B-landen in Eindhoven.

### 24 april
- Het Nederlands elftal verliest de eerste van drie oefeninterlands op weg naar het EK voetbal 1996. In De Kuip is Duitsland met 1-0 te sterk. Jürgen Klinsmann benut in de 19de minuut een strafschop. Bondscoach Guus Hiddink stuurt vijf debutanten het veld in: John Veldman (Sparta), Jaap Stam (PSV), Phillip Cocu (PSV), Peter Hoekstra (Ajax) en Jordi Cruyff (Barcelona).

### 27 april
- Stefano Zanini wint de 31ste editie van Nederlands enige wielerklassieker, de Amstel Gold Race.
- Op Schiermonnikoog wordt politiechef René Lancee met veel geweld gearresteerd door een arrestatieteam van justitie en politie in Groningen dat met een helikopter naar het eiland komt. Lancee wordt verdacht van incest met zijn dochter Bianca Lancee. Dit vormt het begin van de affaire Lancee. Jaren later zou Lancee worden vrijgesproken, volledig eerherstel krijgen, en een schadevergoeding van een half miljoen euro.

### 28 april
- De Ethiopische langeafstandsloper Belayneh Densamo is met 2:10.30 de snelste in de 16e editie van de marathon van Rotterdam. Bij de vrouwen zegeviert Lieve Slegers in een nieuw parcoursrecord: 2:28.06.

<< · januari · februari · maart · april · mei · juni · juli · augustus · september · oktober · november · december · >>